# 1578
1578 (MDLXXVIII) a fost un an comun al calendarului iulian, care a început într-o zi de miercuri.

## Nașteri
- 17 martie: Francesco Albani, pictor italian (d. 1660)

## Decese
- 25 ianuarie: Mihrimah Sultan, 55 ani, fiica sultanului Soliman I (Magnificul), (n. 1522)
- 12 februarie: Ecaterina de Habsburg, 71 ani, soția regelui Ioan al III-lea al Portugaliei (n. 1507)